# Subnautica 2
Subnautica 2 est un jeu vidéo de survie en cours de développement par Unknown Worlds Entertainment et édité par Krafton. Il fait suite à Subnautica (2018) et Subnautica: Below Zero (2021). Une sortie en accès anticipé est prévue en 2026.

## Système de jeu
Subnautica 2 se déroule sur une autre planète que la planète-océan 4546B présente dans les deux premiers jeux de la série. Le jeu introduit également pour la première fois un gameplay en multijoueur coopératif jusqu'à quatre joueurs. Le joueur pourra modifier son ADN à partir des espèces extraterrestre présentes dans l'environnement afin d'améliorer ses capacités de survie et d'exploration.

## Développement
En avril 2022, le studio Unknown Worlds Entertainment, acquis par l'éditeur sud-coréen Krafton en octobre 2021, confirme travailler sur le prochain jeu dans l'univers de Subnautica. Une première bande-annonce est publiée en octobre 2024 et une sortie en accès anticipé sur Microsoft Windows et Xbox Series est annoncée à la même occasion pour 2025.
En Juillet 2025, Krafton a officiellement préféré retarder d'une année la sortie de l'accès anticipé pour assurer une sortie de qualité. Cependant, par la même occasion, l'éditeur aurait privé les développeurs d'une prime de 250 millions de dollars, ce qui a enflammé la communauté.
Subnautica 2 est développé avec le moteur de jeu Unreal Engine 5.